# 헤수스 포르테아
헤수스 포르테아(스페인어: Jesús Fortea Tejedo, 2007년 3월 26일~)는 스페인의 축구 선수이다. 레알 마드리드의 유소년팀과 스페인 연령별 대표팀에서 수비수로 활동하고 있다.